# Hendecourt-lès-Ransart
Hendecourt-lès-Ransart (Hendecourt-lez-Ransart) é uma comuna francesa na região administrativa de Altos da França, no departamento de Pas-de-Calais. Estende-se por uma área de 2,21 km². Em 2010 a comuna tinha 140 habitantes (densidade: 63,3 hab./km²).